# برونو باوليستا
برونو باوليستا (بالبرتغالية: Bruno Jacinto da Silva) (21 أغسطس 1995 في البرازيل - ) هو لاعب كرة قدم برازيلي في مركز الوسط. لعب مع سبورتينغ لشبونة ب وسبورتينغ لشبونة ونادي باهيا.

## روابط خارجية
- برونو باوليستا على موقع قاعدة بيانات كرة القدم.إي يو (الإنجليزية)
- برونو باوليستا على موقع Soccerway.com (الإنجليزية)
- برونو باوليستا على موقع AS.com (الإسبانية)